# Estação Ponte Lungo
Ponte Lungo é uma estação da Linha A do Metro de Roma, localizada em Appio Latino, entre a Estação Re di Roma e a Estação Furio Camillo.